# 1996年夏季残疾人奥林匹克运动会塞拉利昂代表团
1996年夏季残疾人奥林匹克运动会塞拉利昂代表团是塞拉利昂派出的1996年夏季残疾人奥林匹克运动会代表团。未获得奖牌。